# Camponotus hildebrandti
Camponotus hildebrandti é uma espécie de inseto do género Camponotus, pertencente à família Formicidae.